# Walter Gersmann
Walter Willy Carl Gersmann (* 5. Dezember 1914 in Hamburg; † Ende 1942 im Polizeigefängnis Fuhlsbüttel) war ein deutscher kommunistischer Widerstandskämpfer gegen den Nationalsozialismus und NS-Opfer.

## Leben
Gersmann erlernte nach dem Besuch der Volksschule den Beruf des Gärtners. Er trat in die Kommunistische Partei Deutschlands (KPD) ein und engagierte sich gegen den aufkommenden Nationalsozialismus. Nach der Machtübertragung an die NSDAP emigrierte er über Dänemark in die Sowjetunion. Von den NS-Behörden wurde er daraufhin enteignet. Ebenso wurde ihm die deutsche Staatsbürgerschaft entzogen. Von der GRU wurde er zum Fallschirmspringer ausgebildet. Im Spanischen Bürgerkrieg kämpfte er mit den republikanischen Truppen gegen die Franco-Putschisten. Nach Beginn des Zweiten Weltkrieges wurde er mit anderen Springern über deutschem Reichsgebiet abgesetzt. Zusammen mit seinem Genossen Wilhelm Trapp wurde er festgenommen. Als er von der Gestapo verhört wurde, erklärte er sich zunächst bereit, mit der Gestapo zusammenzuarbeiten und ließ sich zusammen mit anderen Agenten als V-Mann in die Widerstandsgruppe „Bästlein-Jacob-Abshagen“ einschleusen. Als die Gestapo die Bästlein-Gruppe zerschlug, wollte er sich gemäß Gestapobericht von seiner späteren Vernehmung ins Ausland absetzen. Der Bericht vermerkt auch, dass er erklärt habe, „… er sei noch zu sehr Kommunist, um seine Genossen der Staatspolizei in die Hände zu spielen“. Auf Anweisung der Gestapo wurde er Ende 1942 hingerichtet.